# 황금의 자유

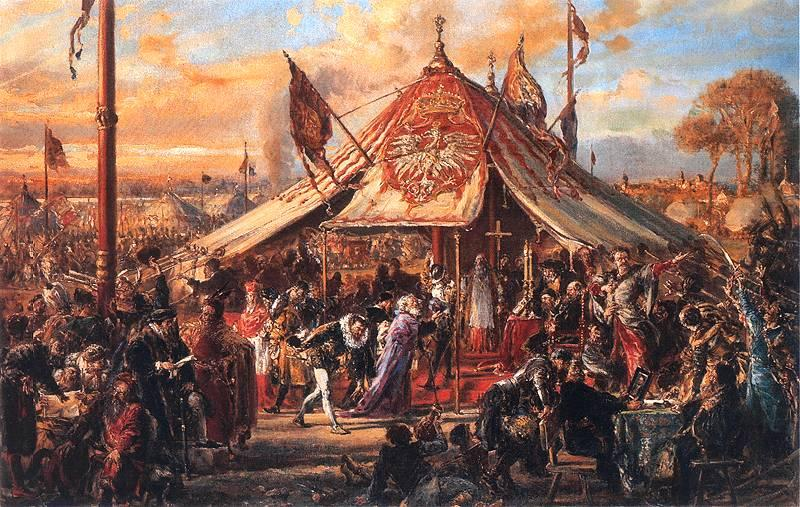
《힘의 정점에 선 제치포스폴리타, 황금의 자유, 1573년의 국왕선거》(Potęga Rzeczypospolitej u zenitu. Złota wolność. Elekcja R.P. 1573.) 1889년 얀 마테이코 작품

황금의 자유(라틴어: Aurea Libertas; 폴란드어: Złota Wolność) 혹은 귀족공화국(폴란드어: Rzeczpospolita Szlachecka, Złota Wolność, 라틴어: áurea libertas) 혹은 귀족민주주의는 폴란드 왕국 및 루블린 연합(1569년) 후 폴란드-리투아니아 연방에서 작용했던 귀족지배(aristocratic)에 의한 민주주의 정치 시스템을 말한다. 이 시스템 아래서 영지를 소유한 모든 귀족(슐라흐타)이 법적으로 평등하였고, 대단히 많은 여러 특권을 영유했다. 이 특권에 기초해 귀족계급은 입법부(Władza ustawodawcza)였던 세임(Sejm; 폴란드 의회)을 지배하고, 국왕을 선거를 통해 선출 즉, 선거군주제가 도입되었다.

## 발전
이 정치 체제는 귀족 신분인 슐라흐타가 도시민, 상공업자인 부르주아 및 법조인 등 기타 여러 신분계층과 국왕을 정치의 장소에서 배제시킬 수 있을 정도로 강력한 것이다. 슐라흐타는 미하일 노비 법령(Nihil novi, 1505년), 헨리크왕의 조항(1573년), 그리고 그 후에 맺어진 수많은 페크타 콘벤타(Pacta conventa, 선출시에 이루어진 국왕과 귀족간의 계약)을 통해 여러 가지 특권을 계속 얻어냈고, 군주가 그들의 특권에 손대는 일은 결코 용서하지 않았다. 이 연합공화국의 정치원칙은 "우리들 국가는 국왕의 감독하에 있는 공화국이다"(our state is a republic under the presidency of the King)라는 것이다. 재상 얀 자모이스키(Jan Zamoyski)는 이 원칙을 "국왕은 군림하지만, 통치하지 않는다"(Rex regnat et non gubernat" ("The King reigns but does not govern")라고 요약하였다.
국가의 정점에 있는 것은 선거를 통해 선택된 국왕, 상원, 그리고 막강한 권력을 갖추고 있던 세임의 3자였다. 국왕에게는 헨리크 조항과 선출시에 맺어지는 페크타 콘벤타에 의해, 시민(슐라흐타)의 권리를 존중하는 것이 의무가 되었다. 국왕은 거대 세력인 귀족층의 의향에 따라 그 권력을 매우 제한 받았다. 역대 국왕은 폴란드 정치시스템의 근간(그리고 대략 확립된 것이라고는 말하기 어려운 종교적 관용(religious tolerance)의 근간)을 약간 보더라도, 헨리크 조항을 승인하는 것은 어쩔 수 없었다. 이후 헨리크 조항은 페크타 콘벤타의 내용과 합쳐져, 국왕 선출 시 중요한 맹약 중 하나가 되었다.
"황금의 자유"(이말은 야기에우워 왕조 단절 직후 1573년부터 사용되기 시작했다)의 정치시스템은 이하의 원칙을 기초로 하고 있다.
- 국왕 자유선거(free election) – 국왕은 투표를 희망하는 모든 슐라흐타에 의한 자유선거에 의해 선택된다.
- 세임(Sejm;하원의회) – 의회인 세임은 국왕에 의해 2년에 한번 소집된다.
- 페크타 콘벤타(pacta conventa(라틴어), 의회에 관련된 계약) – 즉위시 국왕과 귀족(국정참가자)사이에서 맺어진 계약. 여러 권리의 청원도 이루어진다. 국왕의 정치행동을 속박하고, 헨리크 조항에 기원을 갖고 있다.
- 로코슈(rokosz, 저항권(insurrection))-슐라흐타는 그들이 보장 받은 여러 특권이 국왕에 의해 위협 받는 상황에서는 반란을 일으키는 것을 법적으로 인정 받는다.
- 리베룸 베토(liberum veto(라틴어), 자유거부권) – 여러 개의 지방대표가 세임의 결의에 대해 다수파의 의견에 반대할 수 있는 권리. 세임의 회기 중 모든 법안을 폐기할 수 있는 무제한 거부권이란 뉘앙스로써 이야기 되는 일이 많다. 17세기 후반 위기의 시대에 들어서 리베룸 베토는 지방의회에 있던 세이미크(sejmiks)에게도 적용되었다.
- 콘페데라치아(konfederacja, 라틴어 confederatio에서 유래, 정치연맹) – 공통의 정치목적을 위해 단체(정당 및 회파)를 결성할 수 있는 권리.

공화국의 정치시스템에는 단순한 범위를 적용하는 것은 어렵고, 여러 가지 모델을 당시 상황에 맞춰 설명했기 때문에 통일적인 견해는 없다.
- 공화국의 성격에 관련해 국가연합(confederation), 연방(federation), 2국가 각자의 자치체제(autonomy)(말하자면 양국의 지위는 대등)중 어떤 것이었던가 문제였다. 공화국을 3개 중에 이것이다라고 판단하는 것은 매우 어렵다.
- 과두제(oligarchy)[1]. 슐라흐타들이 참정권을 갖고 있더라도 그들의 계층은 인구의 약 10%만을 점유하고 있기 때문에 소수에 의한 지배라는 이미지가 있다.
- 모든 슐라흐타에게 대등한 권리와 특권이 내려진 민주정치. 그들의 뿌리인 세임이 입법, 외교, 선전포고, 과세(기존의 세제 변경, 새로운 세제의 제정)라는 중요한 사항에 대해 국왕에게 반대의사를 내비칠 수 있다. 연방은 당시 유럽 여러 나라 중에 가장 높은 약 10% 참정권자를 갖고 있었다. 프랑스에서는 1831년의 시점에서 인구의 약 1%, 1867년의 영국에서는 약 3%에게만 참정권이 주어진 것에 지나지 않았던 것과 비교해 매우 대조적이다.
- 선거군주제(elective monarchy). 슐라흐타에 의해 선출된 국왕, 말하자면 세습군주가 아닌 국왕이 국가의 수장이라는 점.
- 입헌군주제(constitutional monarchy). 말하자면 군주가 페크타 콘벤타 및 기타 법률에 의해 계약되어, 슐라흐타는 국왕이 법적으로 부정한 행위를 한 경우 따를 의무가 없다고 한다.

## 평가
"황금의 자유"는 매우 특이해서 이를 평가하는 것에는 많은 논쟁거리가 있는 정치시스템이다. 이것은 유럽의 주요국가에서 절대주의(absolutism)가 지배했던 시대에 있어 예외적으로 권력이 강력한 귀족의 지배와 약체화된 왕권으로 구성된 점에서 특징 있는 성격을 나타내었고, 어떤 의미에서 근대적 가치와 비슷한 요소를 갖추기도 했다. 유럽이 중앙집권화(centralization), 절대군주제(absolute monarchy), 종교 전쟁 및 왕조에 의한 다툼에 직면했을 시기, 공화국은 지방 분권(decentralization), 국가연합과 연방제, 민주 정치, 종교적 관용 거기에 평화주의(pacifism)까지도 경험했다. 슐라흐타가 여러 번 국왕에 의한 전쟁 계획을 폐지한 것은 민주적 평화론(democratic peace theory)에 관련된 논의에 해당하는 것으로도 보인다. 황금의 자유 시스템은 민주주의, 입헌군주제, 연방제의 선구적 존재로써 평가 받기도 했다. 공화국의 시민이었던 슐라흐타는 저항권, 사회계약, 개인의 자유, 합의에 기초한 정치운영, 독립심의 존중이란 가치를 칭찬 받았으나, 이것은 세계적으로 본다면 근대에 이르러 널리 보급된 자유주의 민주정치 (Just as liberal democrats of the 19th and 20th century, the Polish nobleman were concerned about the power of the state.)의 개념이었다. 19-20세기의 자유 민주주의자였던 슐라흐타는 국가권력에 대해 강한 불안을 안고 있었다. 폴란드 귀족은 국가의 권위주의(authoritarian)에 대해서 강한 반감을 가지고 있었다.
아마 폴란드의 "귀족민주주의자"에 가장 비슷한 사람들은 유럽에는 없고, 아메리카 합중국(정확히는 남부)의 노예(slave)를 소유한 "귀족"들 중에는 있었다. 노예를 소유한 민주주의자들, 그리고 조지 워싱턴, 토머스 제퍼슨 등 아메리카 건국의 아버지들은 귀족공화국의 개혁파 슐라흐타들과 많은 가치관을 공유했다. 근대사에 있어 폴란드-리투아니아 공화국이 1791년 세계에서 2번째의 성문헌법인 1791년 5월 3일 헌법을 제정한 것은 우연이 부합된 것은 결코 아니었던 것이다
.
한편 황금의 자유의 수익자는 귀족에 한정되어 있어, 소작농 및 도시민은 여기서 배제 된 것에 대해 비판적인 지적도 존재한다. 인구의 대다수를 차지하는 그들은 어떤 법적 자유도 보장 받지 못하고, 귀족의 횡포로부터 몸을 지킬 수도 없어 도시의 발전은 정체되고, 지방에서는 농노제가 일반적인 것이 되었다. 후대 시대 사람들은 당시 폴란드를 되돌아 보고, 공화국은 "귀족의 천국, 유대인의 낙원, 농민의 지옥"이었던 것이라는 비판적인 주장도 있었다. 현재도 이 견해에 대해 검증은 충분히 이루어졌다고는 말할 수 없는 상황이다. 그리고 귀족계급인 슐라흐타 자신도 그들 중에서도 강대한 권력을 지닌 대귀족(마그나트)에게 종속되어 자유를 빼앗겼다.
황금의 자유는 극단적인 상황에서 그 철저하던 자유주의는 사라지고, "내전과 침략, 국가의 약체와 우유부단 및 애국심의 결여"을 초래했다는 비난을 받았다. 절대주의와 국민국가라는 "근대적" 정치 시스템의 건설에 실패했기 때문에 공화국은 리베룸 베토를 되풀이하면서 서서히 쇠퇴를 계속했고, 무정부 상태의 소용돌이 속으로 빠져들게 되었다. 슐라흐타의 대다수는 자신들이 완벽한 체제의 국가에 살고 있다고 믿고 있었고, 일부의 사람들이 황금의 자유와 사르만티즘(Sarmatism) 미학에 의혹을 느끼고 있음에도 불구하고, 아직 그것을 느낄 수 있는 시기는 늦어졌다. 슐라흐타는 근대적인 상비군과 그 강화를 위한 세금을 지불하는 것을 거절하고, 마그나트는 여러 나라와 손을 잡으면서 공화국의 정치시스템을 마비시켰기 때문에 공화국은 착실히 군사력 및 능률성(말하자면 관료제)을 구축하여 주변 여러 나라에 대항하려던 것이 수포로 돌아갔고, 외국의 탐욕적인 표적이 되었다. 그래서 18세기 후반, 주변 절대주의 여러 나라에 의해 분할되어 병합되는 일이 벌어지게 되었다
.

## 비슷한 시스템
황금의 자유는 동시대의 세계에서 유래를 찾을 수 없는 국가체제를 출현시켰으나, 베네치아 공화국과 같은 도시국가의 정치시스템과 몇가지 비슷한 부분이 있었다. 흥미로운 것은 양쪽이 모두 "가장 고귀한 공화국"(Most Serene Republic))을 자칭했던 것이다. 폴란드의 정치제도에 있어 최대의(그 당시로써는 유일하다고 말할 수 있는) 약점이던 리베룸 베토를 채용하지 않았던 이탈리아의 도시국가는 폴란드와 비슷한 운명을 맞이하지는 않았다. 프랑스와 스페인, 그리고 로마 교황은 이탈리아를 분할하려는 의론에 들어가는 일을 할 수 없었다. 이들 국가들은 합스부르크 가문의 지배에 대항하여 사르데냐 왕국이 1861년 이탈리아를 통일해 국민국가를 창설할 때까지 위태로운 존재였다.

## 같이 보기
- 민주주의의 역사